# Dicranomyia sponsa
Dicranomyia sponsa là một loài ruồi trong họ Limoniidae. Chúng phân bố ở miền Australasia.